# László Nagy (piłkarz)
László Nagy (ur. 21 października 1949 w Buzsák) – węgierski piłkarz grający na pozycji napastnika. W swojej karierze rozegrał 25 meczów w reprezentacji Węgier, w których strzelił 7 goli.

## Kariera klubowa
Karierę piłkarską Nagy rozpoczął w klubie Fonyód. W 1965 roku rozpoczął treningi w Újpescie Budapeszt. W 1968 roku awansował do kadry pierwszego zespołu i wtedy też zadebiutował w pierwszej lidze węgierskiej. W zespole Újpestu występował do końca sezonu 1982/1983. Z klubem tym dziewięciokrotnie był mistrzem Węgier w latach: 1969, 1970, 1971, 1972, 1973, 1974, 1975, 1978 i 1979, a dwukrotnie wicemistrzem w latach 1977 i 1980. Pięciokrotnie zdobył Puchar Węgier w latach 1969, 1970, 1975, 1982 i 1983.
W 1983 roku Nagy przeszedł do szwajcarskiego klubu FC Locarno. Grał w nim przez rok i w 1984 roku zakończył karierę piłkarską.

## Kariera reprezentacyjna
W reprezentacji Węgier Nagy zadebiutował 7 października 1970 roku w wygranym 3:1 meczu eliminacji do Euro 72 z Norwegią, w którym zdobył gola. W 1978 roku został powołany do kadry na Mistrzostwa Świata w Argentynie. Na Mundialu zagrał w trzech meczach: z Argentyną (1:2), z Włochami (1:3) i z Francją (1:3). Od 1970 do 1980 roku rozegrał w kadrze narodowej 25 meczów, w których strzelił 7 goli.
| Mecze i gole w reprezentacji | Mecze i gole w reprezentacji | Mecze i gole w reprezentacji | Mecze i gole w reprezentacji | Mecze i gole w reprezentacji | Mecze i gole w reprezentacji | Mecze i gole w reprezentacji |
| #                            | Data                         | Stadion                      | Rywal                        | Wynik                        | Gol                          | Rozgrywki                    |
| 1970                         | 1970                         | 1970                         | 1970                         | 1970                         | 1970                         | 1970                         |
| ---------------------------- | ---------------------------- | ---------------------------- | ---------------------------- | ---------------------------- | ---------------------------- | ---------------------------- |
| 1.                           | 07.10.1970                   | Oslo, Norwegia               | Norwegia                     | 3:1                          | 1                            | el. ME 1972                  |
| 1973                         |                              |                              |                              |                              |                              |                              |
| 2.                           | 13.10.1973                   | Kopenhaga, Dania             | Dania                        | 2:2                          | 0                            | towarzyski                   |
| 3.                           | 21.11.1973                   | Budapeszt, Węgry             | NRD                          | 0:1                          | 0                            | towarzyski                   |
| 1974                         |                              |                              |                              |                              |                              |                              |
| 4.                           | 13.10.1974                   | Luksemburg, Luksemburg       | Luksemburg                   | 4:2                          | 2                            | el. ME 1976                  |
| 5.                           | 30.10.1974                   | Cardiff, Walia               | Walia                        | 0:2                          | 0                            | el. ME 1976                  |
| 6.                           | 10.11.1974                   | Warna, Bułgaria              | Bułgaria                     | 0:0                          | 0                            | towarzyski                   |
| 7.                           | 04.12.1974                   | Szolnok, Węgry               | Szwajcaria                   | 1:0                          | 0                            | towarzyski                   |
| 1975                         |                              |                              |                              |                              |                              |                              |
| 8.                           | 26.03.1975                   | Paryż, Francja               | Francja                      | 0:2                          | 0                            | towarzyski                   |
| 9.                           | 10.08.1975                   | Teheran, Iran                | Iran                         | 2:1                          | 1                            | towarzyski                   |
| 10.                          | 24.09.1975                   | Budapeszt, Węgry             | Austria                      | 2:1                          | 0                            | el. ME 1976                  |
| 11.                          | 08.10.1975                   | Łódź, Polska                 | Polska                       | 2:4                          | 1                            | towarzyski                   |
| 12.                          | 15.10.1975                   | Bratysława, Czechosłowacja   | Czechosłowacja               | 1:1                          | 0                            | towarzyski                   |
| 13.                          | 19.10.1975                   | Szombathely, Węgry           | Luksemburg                   | 8:1                          | 0                            | el. ME 1976                  |
| 1976                         |                              |                              |                              |                              |                              |                              |
| 14.                          | 30.04.1976                   | Lozanna, Szwajcaria          | Szwajcaria                   | 1:0                          | 0                            | towarzyski                   |
| 1977                         |                              |                              |                              |                              |                              |                              |
| 15.                          | 15.03.1977                   | Teheran, Iran                | Iran                         | 2:0                          | 0                            | towarzyski                   |
| 16.                          | 12.10.1977                   | Budapeszt, Węgry             | Szwecja                      | 3:0                          | 0                            | towarzyski                   |
| 17.                          | 29.10.1977                   | Budapeszt, Węgry             | Boliwia                      | 6:0                          | 1                            | el. MŚ 1978 - baraż          |
| 18.                          | 09.11.1977                   | Praga, Czechosłowacja        | Czechosłowacja               | 1:1                          | 0                            | towarzyski                   |
| 19.                          | 30.11.1977                   | La Paz, Boliwia              | Boliwia                      | 3:2                          | 0                            | el. MŚ 1978 - baraż          |
| 1978                         |                              |                              |                              |                              |                              |                              |
| 20.                          | 15.04.1978                   | Budapeszt, Węgry             | Czechosłowacja               | 2:1                          | 0                            | towarzyski                   |
| 21.                          | 24.05.1978                   | Londyn, Anglia               | Anglia                       | 1:4                          | 1                            | towarzyski                   |
| 22.                          | 02.06.1978                   | Buenos Aires, Argentyna      | Argentyna                    | 1:2                          | 0                            | MŚ 1978                      |
| 23.                          | 06.06.1978                   | Mar del Plata, Argentyna     | Włochy                       | 1:3                          | 0                            | MŚ 1978                      |
| 24.                          | 10.06.1978                   | Mar del Plata, Argentyna     | Francja                      | 1:3                          | 0                            | MŚ 1978                      |
| 1980                         |                              |                              |                              |                              |                              |                              |
| 25.                          | 24.09.1980                   | Budapeszt, Węgry             | Hiszpania                    | 2:2                          | 0                            | towarzyski                   |

## Kariera trenerska
Po zakończeniu kariery piłkarskiej Nagy został trenerem. Prowadził takie zespoły jak: ESMTK, BKV Előre SC, Újpesti TE, Kecskeméti TE i Felcsút FC. W sezonie 1996/1997 doprowadził Újpest do wywalczenia wicemistrzostwa Węgier.